# Тераса флювіогляціальна

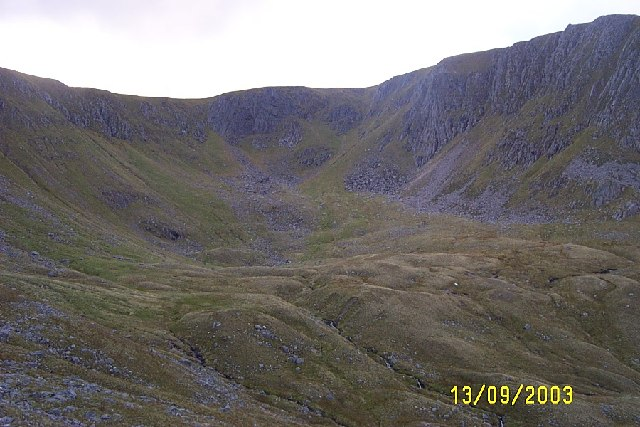

Тераса флювіогляціальна (рос. терраса флювиогляциальная, англ. fluvioglacial terrace, нім. fluvioglaziale Terrasse f) – у гірських долинах – терасова поверхня, що починається безпосередньо від зовнішнього краю кінцевих морен. В умовах зледеніння рівнин — те ж саме, що й зандри долинні. Утворюється при нагромадженні флювіогляціальних пісків і галечників, відкладених водними потоками при таненні льодовика. Відрізняється від тераси алювіальної наявністю глинистої плівки на уламковому матеріалі. У горах Т.ф. складені валунно-гальковими відкладами, на рівнинах — переважно піщаними.